# Theridion nigroplagiatum
Theridion nigroplagiatum är en spindelart som beskrevs av Lodovico di Caporiacco 1949. Theridion nigroplagiatum ingår i släktet Theridion och familjen klotspindlar.
Artens utbredningsområde är Kenya. Inga underarter finns listade i Catalogue of Life.